# Japón en los Juegos Paralímpicos de Tokio 2020
Japón estuvo representado en los Juegos Paralímpicos de Tokio 2020 por un total de 254 deportistas, 148 hombres y 106 mujeres.

## Medallistas
El equipo paralímpico japonés obtuvo las siguientes medallas:
| Nombre | Deporte                       | Evento                       |
| --- | ----------------------------- | ---------------------------- |
| Oro |                               |                              |
| Tomoki Sato | Atletismo                     | 400 m T52 femenino           |
| Tomoki Sato | Atletismo                     | 1500 m T52 femenino          |
| Misato Michishita | Atletismo                     | Maratón T12 femenino         |
| Daiki Kajiwara | Bádminton                     | Individual WH2 masculino     |
| Sarina Satomi | Bádminton                     | Individual WH1 femenino      |
| Sarina Satomi Yuma Yamazaki | Bádminton                     | Dobles WH1-WH2 femenino      |
| Hidetaka Sugimura | Bochas                        | Individual BC2 mixto         |
| Keiko Sugiura | Ciclismo en ruta              | Ruta C1-3 femenino           |
| Keiko Sugiura | Ciclismo en ruta              | Contrarreloj C1-3 femenino   |
| Naohide Yamaguchi | Natación                      | 100 m braza SB14 masculino   |
| Takayuki Suzuki | Natación                      | 100 m libre S4 masculino     |
| Keiichi Kimura | Natación                      | 100 m mariposa S11 masculino |
| Shingo Kunieda | Tenis en silla de ruedas      | Individual masculino         |
| Plata |                               |                              |
| Yuki Oya | Atletismo                     | 100 m T52 masculino          |
| Shinya Wada | Atletismo                     | 1500 m T11 masculino         |
| Kenya Karasawa | Atletismo                     | 5000 m T11 masculino         |
| Ayako Suzuki | Bádminton                     | Individual SU5 femenino      |
| Keisuke Kawamoto Kazuki Takahashi Keiko Tanaka | Bochas                        | Dobles BC3 mixto             |
| Ryuga Akaishi Kei Akita Renshi Chokai Reo Fujimoto Kiyoshi Fujisawa Takuya Furusawa Takayoshi Iwai Rin Kawahara Hiroaki Kozai Tetsuya Miyajima Yoshinobu Takamatsu Akira Toyoshima        | Baloncesto en silla de ruedas | Torneo masculino             |
| Takuro Yamada | Natación                      | 50 m espalda S2 femenino     |
| Takuro Yamada | Natación                      | 100 m espalda S2 femenino    |
| Takayuki Suzuki | Natación                      | 50 m libre S4 masculino      |
| Takayuki Suzuki | Natación                      | 200 m libre S4 masculino     |
| Uchu Tomita | Natación                      | 100 m mariposa S11 masculino |
| Uchu Tomita | Natación                      | 400 m libre S11 masculino    |
| Keiichi Kimura | Natación                      | 100 m braza SB11 masculino   |
| Yui Kamiji | Tenis en silla de ruedas      | Individual femenino          |
| Hideki Uda | Triatlón                      | PTS4 masculino               |
| Bronce |                               |                              |
| Hirokazu Ueyonabaru | Atletismo                     | 400 m T52 masculino          |
| Hirokazu Ueyonabaru | Atletismo                     | 1500 m T52 masculino         |
| Shinya Wada | Atletismo                     | 5000 m T11 masculino         |
| Tadashi Horikoshi | Atletismo                     | Maratón T12 masculino        |
| Tsutomu Nagata | Atletismo                     | Maratón T46 masculino        |
| Uran Sawada Tomoki Suzuki Yuka Takamatsu Kengo Oshima | Atletismo                     | 4 × 100 m mixto              |
| Yuma Yamazaki | Bádminton                     | Individual WH2 femenino      |
| Akiko Sugino | Bádminton                     | Individual SU5 femenino      |
| Noriko Ito Ayako Suzuki | Bádminton                     | Dobles SL3-SU5 femenino      |
| Daiki Kajiwara Hiroshi Murayama | Bádminton                     | Dobles WH1-WH2 masculino     |
| Akiko Sugino Daisuke Fujihara | Bádminton                     | SL3-Dobles SL3-SU5 mixto     |
| Yuriko Fujii Takayuki Hirose Takumi Nakamura Hidetaka Sugimura | Bochas                        | Equipo BC1-2 mixto           |
| Norika Hagiwara Eiko Kakehata Rieko Takahashi Yuki Temma Rie Urata Haruka Wakasugi | Golbol                        | Torneo femenino              |
| Takayuki Suzuki | Natación                      | 50 m braza SB3 masculino     |
| Takayuki Suzuki | Natación                      | 150 m estilos SM4 masculino  |
| Uchu Tomita | Natación                      | 200 m estilos SM11 masculino |
| Masayuki Haga Yuki Hasegawa Katsuya Hashimoto Yukinobu Ike Daisuke Ikezaki Tomoaki Imai Kae Kurahashi Shunya Nakamachi Seiya Norimatsu Hitoshi Ogawa Shinichi Shimakawa Hidefumi Wakayama | Rugby en silla de ruedas      | Torneo mixto                 |
| Maki Ito | Tenis de mesa                 | Individual 11 femenino       |
| Yui Kamiji Momoko Ohtani | Tenis en silla de ruedas      | Dobles femenino              |
| Mitsuteru Moroishi Koji Sugeno | Tenis en silla de ruedas      | Quad dobles mixto            |
| Satoru Yoneoka | Triatlón                      | PTVI masculino               |
| Ogawa Kazusa | Yudo                          | –70 kg femenino              |
| Yujiro Seto | Yudo                          | –66 kg masculino             |